# كأس إنترتوتو 2002
كأس إنترتوتو 2002 (بالإنجليزية: 2002 UEFA Intertoto Cup)‏ هو موسم من كأس إنترتوتو. أقيم خلال الفترة 22 يونيو 2002 وحتى 27 أغسطس 2002، وبمشاركة  60 فريقاً، وفاز فيه نادي مالقا، ونادي شتوتغارت، ونادي فولهام.